# Наджмуддин аль-Казвини
Наджмудди́н А́лим ибн У́мар аль-Катиби́ аль-Казвини́ (1203, Казвин — 1277) — персидский математик, астроном и философ, ученик аль-Абхари и Насир ад-Дина ат-Туси. Работал в Марагинской обсерватории.
Ему принадлежит книга «Философия источника», первая часть которой посвящена логике, а вторая — философии, естествознанию и математике. Составил также «Солнечный трактат об основах логики» и обработку «Алмагеста» Птолемея.